# Tapolymeggyes
Tapolymeggyes (szlovákul: Medzianky) község Szlovákiában, az Eperjesi kerületben, a Varannói járásban.

## Fekvése
Eperjestől 20 km-re keletre, a Tapoly jobb oldalán fekszik.

## Története
A falut a 11. század második felében határőrző településként alapították. Tőle északra, a lengyel határ irányában egykor őrtorony is állt. 1212-ben II. András oklevelében említik először, melyben a király a falut a Szent Sír lovagrend komlósi kolostorának adja. 1312-ben magyar „Medies” nevén szerepel. Komlós várát 1313-ban említik először, ekkor szerezte meg birtokcserével az uradalmat Szepesi Rikalf fia Kakas a Szent Sír Lovagrend miechówi prépostságától és ő építtette a várat. 1319-ben még állhatott, de hamarosan elpusztult. A falu a 15. században a Sós család sóvári uradalmához tartozott, 1427-ben 27 portát számoltak a faluban. Ebben az időben a települést „Megyes”, „Meges”, „Medyes” alakban említik. 1600-ban 7 adózó háztartása volt, emellett a soltész háza, templom és plébánia is állt a faluban.
A 18. század végén Vályi András így ír róla: „MEGYGYES. Tót falu Sáros Várm.”
Fényes Elek 1851-ben kiadott geográfiai szótárában így ír a faluról: „Megyes, tót falu, Sáros vmegyében, Hanusfalvához 1/2 órányira: 72 kath., 102 evang., 16 zsidó lak. F. u. többen.”
A trianoni diktátumig Sáros vármegye Girálti járásához tartozott.

## Népessége
| Év:            | 1994. | 2004.   | 2014.   | 2024.   |
| -------------- | ----- | ------- | ------- | ------- |
| Emberek száma: | 300   | 317     | 293     | 310     |
| Eltérés:       |       | +5,66 % | -7,57 % | +5,80 % |

| Év:            | 2023. | 2024.   |
| -------------- | ----- | ------- |
| Emberek száma: | 309   | 310     |
| Eltérés:       |       | +0,32 % |

1910-ben 185, túlnyomórészt szlovák lakosa volt.
2001-ben 324 lakosából 322 szlovák volt.
2011-ben 300 lakosából 295 szlovák.

## Nevezetességei
- Határában állnak Komlós várának romjai.
- Szent Mihály tiszteletére szentelt római katolikus temploma 14. századi eredetű, 1748-ban barokk stílusban átépítették. A második világháború után megújították.
- Evangélikus temploma 1961-ben épült.